# Ophtiole

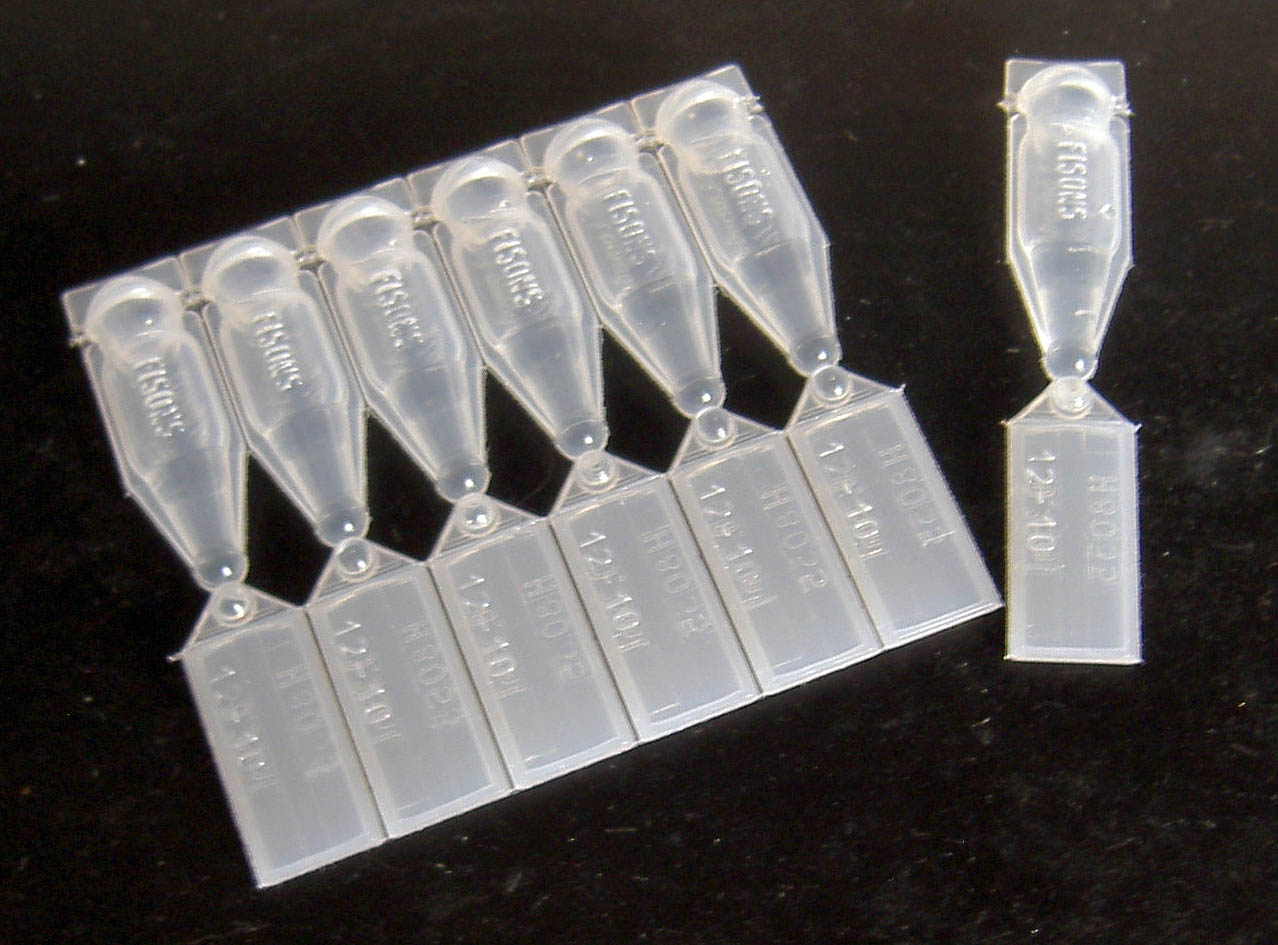
Ein-Dosis-Ophtiolen (EDO)

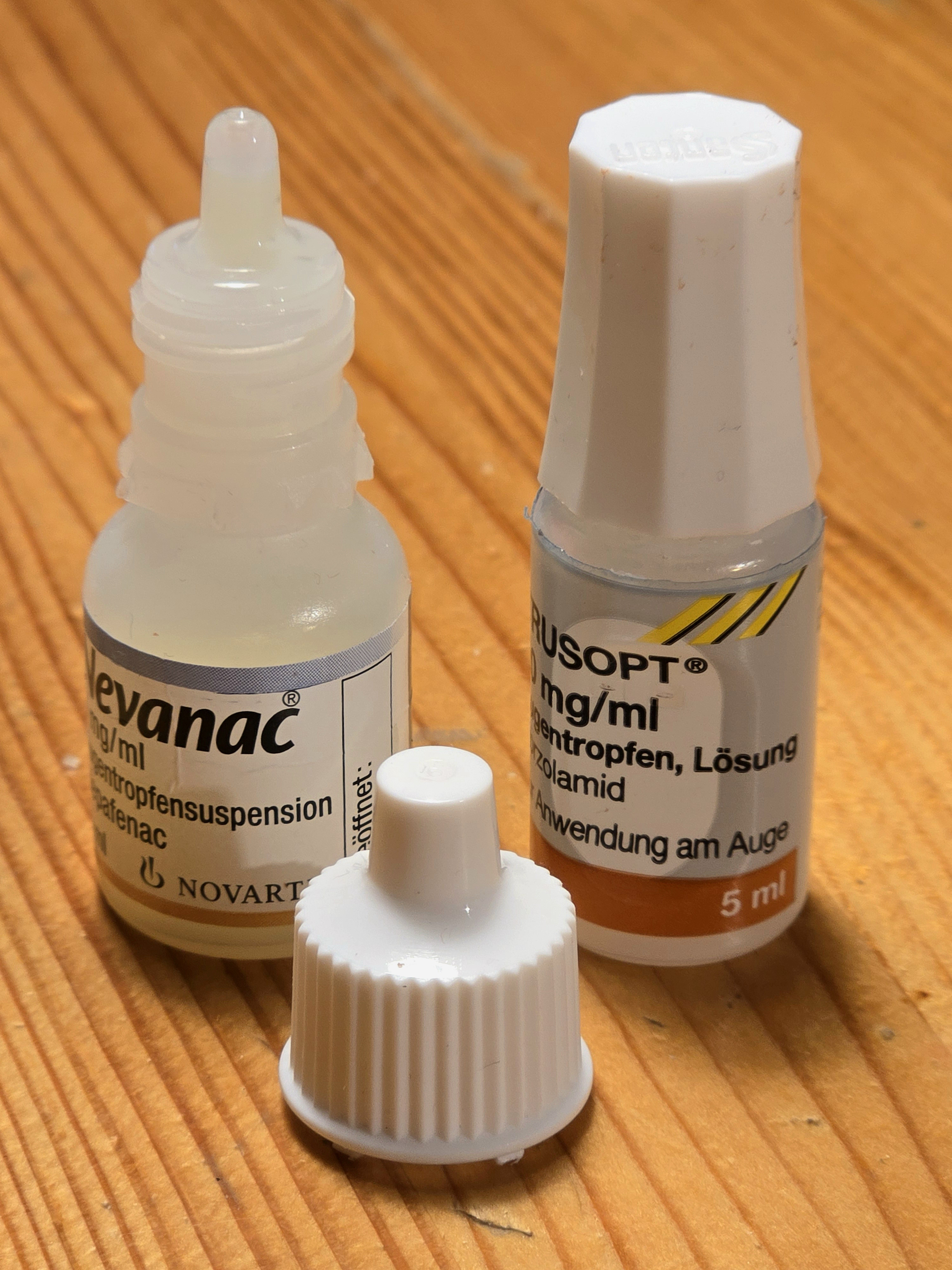
Mehr-Dosis-Ophtiolen (MDO)

Eine Ophtiole, seltener Ophthiole, (altgriechisch ὀφθαλμός ophthalmos, deutsch ‚Auge‘) ist eine Tropfflasche aus Kunststoff, aus der Augentropfen ohne Pipette auf die Hornhaut oder in den Bindehautsack des Auges geträufelt werden können. Der Name „Ophtiole“ ist eine eingetragene Marke.
Es wird zwischen Ein-Dosis-Ophtiolen (EDO) mit einem Inhalt bis 0,6 ml für den einmaligen Gebrauch und Mehr-Dosis-Ophtiolen (MDO) für den mehrmaligen Gebrauch unterschieden.